# El zorro de arriba y el zorro de abajo
El zorro de arriba y el zorro de abajo es la sexta y última novela del escritor peruano José María Arguedas, publicada póstumamente en 1971. Es una novela trunca, es decir, no culminada, y que se halla intercalada con unas entradas de diario en las que el autor refiere los tormentos que le agobiaban mientras iba escribiendo la novela, para finalmente anunciar su inminente suicidio. Complementan la obra dos cartas y un epílogo. 
Contexto
Según la correspondencia del autor, el proyecto de la novela habría nacido en los primeros meses de 1966. En cartas enviadas al editor español Carlos Barral fechadas en ese año, Arguedas le cuenta sobre un proyecto de novela que versaría sobre los pescadores de anchoveta y sobre la revolución producida por la industria de la harina de pescado en la costa peruana.[1] Por otras fuentes sabemos que originalmente el proyecto novelístico estaba ambientado en el Puerto de Supe, que también vivía el boom pesquero, pero luego fue desplazado por Chimbote, hacía donde Arguedas viajó varias veces para documentarse y hacer entrevistas a pescadores y trabajadores del puerto. Fue a mediados de 1968 cuando se le ocurrió intercalar entre los capítulos de ficción de su novela unos diarios personales, el primero de los cuales redactó los días 10, 11, 13, 15 y 16 de mayo. Este «primer diario» apareció en la revista Amaru y fue lo que desató su polémica con el escritor argentino Julio Cortázar, a raíz de las críticas destempladas que éste hiciera a la literatura regionalista o telúrica.[2] Fue una época difícil para el escritor pues atravesaba una fuerte crisis depresiva, que ya antes lo llevó a un intento de suicidio (en 1966); vivía en una continua lucha contra el insomnio y los dolores en la nuca y en la espalda. Aun así se esforzó en llevar adelante su proyecto de novela y redactó cuatro capítulos (que conforman la primera parte del libro), según cuenta en el segundo y tercer diario que intercala en la obra. El segundo diario está fechado en el Museo de Sitio de Puruchuco, en Lima, febrero de 1969, y el tercer diario en Chile, en mayo del mismo año. En Chile redactó también lo que llamó los «hervores» de la segunda parte del libro, pero después anunció estar psíquicamente incapacitado para continuar. Es entonces cuando preparó su suicidio y adquirió un revólver. En lo que rotuló como el «¿Último diario?» (cuya revisión está fechada en octubre de aquel año) mencionó el balazo que pondría fin a su vida; un mes después cumplió su amenaza (noviembre de 1969). Finalmente se inserta en la obra como epílogo la carta que el escritor envió al editor Gonzalo Losada dando sus últimas disposiciones sobre la publicación de la obra, pese a haber quedado trunca. Se ha dicho con certeza que la muerte del escritor pone fin a la novela

## Explicación del título
Los zorros a los que hace referencia el título de la obra (el de arriba y el de abajo) son personajes mitológicos tomados por el autor de unas leyendas indígenas recopiladas a fines del siglo XVI o comienzos del siglo XVII por el doctrinero hispanoperuano don Francisco de Ávila en la provincia de Huarochirí. Estas leyendas escritas en quechua fueron traducidas al castellano y editadas por el mismo Arguedas bajo el título de Dioses y hombres de Huarochirí (1966).
Según el plan del lector estos zorros debían entrometerse de vez en cuando en los sucesos narrados para comentarlos y orientarlos. Sin embargo tal plan no se desarrolla a plenitud. Los zorros solo figuran en dos ocasiones con nombre propio, al final del Primer Diario y del capítulo I; otras veces parecen encarnarse en el capítulo III en las figuras de don Ángel Rincón Jaramillo (el zorro de abajo) y don Diego (el zorro de arriba), aunque de manera no muy clara.

## Escenario
A pesar de que la gente viene de arriba hacia abajo, o de la sierra a la costa, la novela investiga la combinación de las culturas, lenguas y gente de ambas regiones, en Chimbote: «La cartografía de mercados y circuitos nomádicos en Chimbote propuesta en este artículo ha tenido como objetivo detectar una correspondencia simbiótica generada entre la producción de espacios y la pluralidad de lenguajes concebidos por la novela» (Izquierdo 147).
«A estas imágenes contrapuestas del mercado y del cementerio se añaden otras representaciones urbanas como es la de la ciudad infernal» (Valero Juan 99).

## Braschi o Banchero
Los personajes de la novela mencionan constantemente a un tal Braschi, presentado como el patrón mayor de la industria pesquera, admirado por muchos y odiado por otros. Braschi encarna en su persona lo más bajo de la depravación moral: es un pederasta pasivo, que se deja sodomizar por el Mudo y por otros pescadores en el prostíbulo de la ciudad, aunque en los días en que está ambientada la novela hacía tiempo que Braschi ya no visitaba Chimbote.

## Don Diego
La crítica más citada sobre El zorro de arriba y el zorro de abajo es de Martin Lienhard, quien aparece en la bibliografía de casi todas las fuentes críticas citadas mencionados abajo. Específicamente su texto crítico Cultura andina y forma novelesca: zorros y danzantes en la última novela de Arguedas.
 

Existe mucho diálogo entre los críticos sobre el papel de Don Diego: 
«Este ensayo pretende revisar cómo la crítica ha leído las escenas en el corazón de la Nautilus Fishing: la transfiguración de Don Diego en lo que llamamos “alegría centrífuga”. El propio Rowe, Lienhard, Beasley-Murray y Giménez-Micó han establecido una serie de lecturas que han contribuido a clarificar este episodio singular en la novela de Arguedas» (Stagnaro 173).
El personaje de Don Diego aparece en el tercer capítulo como "agente de Braschi" y hace un tour de la fábrica del Nautilus Fishing con Don Ángel. En la fábrica, Don Diego experimenta un cambio que Jon Beasley-Murray considera una "techno-affective rapture of sublime cyborg transformation" (Beasley-Murray 113).

Según Luis Millones y Hiroyasu Tomoeda en la introducción de una edición de Hombres y dioses de Huarochirí: 
 «En el documento que prologamos, las aguas apenas dejaron un espacio para que se escapasen del diluvio los elegidos, uno tan estrecho que se mojó la cola del zorro, que aún permanece ennegrecida. Arguedas recuerda el episodio en su obra póstuma: don Diego, la transfiguración del zorro mítico, al visitar Chimbote, lleva unos pantalones de color negro» (Millones, Tomoeda XXII).
Entonces, desde los críticos, Don Diego es ambos hombre-máquina y zorro mítico. 

## Análisis
En la novela los fragmentos novelescos, que narran la imposición del orden capitalista y se focalizan en Chimbote, alternan con páginas aisladas del diario personal, autobiográfico, del autor.
Arguedas imagina que su frustración corresponde al límite de un mundo y que inmediatamente detrás se construye la realidad tal como él la deseaba. Es sólo un acto de fe. De hecho, Arguedas se va a quitar a sí mismo, como representante del ciclo previo, para que el nuevo ciclo puede empezar (Moreiras 102).

## La tradición oral y el quechua
Según Armando Zubizarreta, «El novelista Arguedas primero consiguió revelar, con asombrosa fidelidad, el universo de la mentalidad indígena, así como también su parcial simbiosis con el mundo blanco, tarea que alcanzó una alucinante cumbre en Los ríos profundos (1958)» (Zubizarreta 322).
 

Además, a pesar de que el quechua viene de una cultura oral, y la escritura es directamente en contraste con esa oralidad, Arguedas todavía atentó de incluir elementos orales en su prosa:
«No podría ser de otra manera, desde sus inicios literarios, Arguedas ha enfatizado la importancia y transcendencia de este mundo para la sobrevivencia de la cultura andina. Esta —al ser predominantemente una civilización de carácter oral en oposición a una cultura basada en la escritura—utiliza los elementos de la naturaleza para conservar sus tradiciones y creencias milenarias» (Bernales Albites 164).
 Según Dora Sales Salvador, «Hay una profunda mirada etnográfica que unifica la obra arguediana, en la que el autor-etnógrafo representa, a la vez, al observador y al observado» (Sales Salvador 148). Eso no solamente representa el estudio de la etnografía, sino también el estudio de la mitología andina, con el uso del diálogo, también con el quechua y con los elementos orales del texto. Según ella, Arguedas «personificó, narró y consignó etnográficamente las posibilidades del diálogo transcultural» (Sales Salvador 161). La novela, inspirado por la traducción que hizo Arguedas del mito quechua de Hombres y dioses de Huarochirí, también incluye diálogo entre los zorros en quechua: 
«Desde sus orígenes de la mitología andina y la lengua quechua, “El zorro… es la única novela de Arguedas que carece de un modelo único de autenticidad lingüística desde el cual se puede juzgar a los personajes. La división más grande del lenguaje reside en las diferencias entre costa y sierra» (Rowe 199). 
Sin embargo, afuera del escenario andino, se ve no solamente una mezcla de culturas en Chimbote, sino también una mezcla de lenguas: «Consideremos primeramente el nuevo modo en que la cultura quechua se presenta en El zorro…Un ejemplo es la combinación de lo moderno y lo tradicional» (Rowe 192).
El lenguaje es también la manera en que la gente pueden navegar la ciudad de Chimbote: «El zorro…emplea en procedimiento distinto, en donde el lenguaje viene a ser el método principal para penetrar en los diferentes mundos de los personajes» (Rowe 190).
Además, Arguedas está en diálogo con los personajes en el texto: el juego de voces narrativas continúa en este diálogo en el momento en que el zorro de arriba, en esta misma intervención del diálogo, se refiere al origen andino del autor del relato: «El individuo que pretendió quitarse la vida y escribe este libro era de arriba» (Valero Juan 98).; Arguedas 50

## Suicidio del autor
La primera oración del primer diario empieza con una referencia a un intento de Arguedas de suicidarse en 1966. De hecho, todos los diarios discuten su suicidio inminente.

A pesar de que la novela es un texto ficcional, la inclusión de los diarios personales, que tienen por lo menos un aspecto no ficcional, el suicidio del autor, juegan con la idea del texto como solo una de ficción:
«Al entrar en su lectura, uno se convierte en testigo íntimo de un conflicto entre las fuerzas que impulsan al autor hacia el suicidio y las que buscan devolverlo a la continuación de la vida y la novela …Su terminación responde a una circunstancia extraliteraria: la autodestrucción del generador» (Lindstrom 211). 
En su reseña crítica, Armando Zubizarreta comenta que «es indudable, especialmente en el caso de la obra póstuma de Arguedas, que la documentación epistolar que nos entrega esta edición es de singular importancia para mejor entender las circunstancias sociales y personales en que fue escrita la obra y para el conocimiento de primera mano de los propósitos del autor y del proceso mismo de la composición del texto» (Zubizarreta 323-324).